# جيسيكا كوبر
جيسيكا كوبر (بالإنجليزية: Jessica Cooper)‏ هي رسامة بريطانية، ولدت في 1967.